# Беркман, Лэнс
Уильям Лэнс Беркман (исп. William Lance Berkman; родился 10 февраля 1976 года в городе Уэйко, Техас, США) — американский бейсболист. Играл на позиции первого базового, иногда выступал в роли правого или левого аутфилдера.

## Карьера
Был выбран «Астрос» в первом раунде драфта 1997 года под 16 номером. 4 июня подписал контракт. В первом сезоне играл в командах ранга-A системы «Астрос». Следующий сезон он начал в команде ранга-АА, откуда в середине сезона был переведён в команду ранга-ААА, «Нью—Орлеан Зефирс», где выбил 6 хоум-ранов и 13 RBI в 16 играх.
Дебют в МЛБ состоялся 16 июля 1999 года в поединке против «Тайгерс», где Лэнс вышел пинч-хиттером, но выбить в первом выходе на биту не смог. В сезоне он сыграл 34 игры, в которых выбил 4 хоум-рана и 15 RBI. Поскольку в то время на первой базе играл легенда «Хьюстона» Джефф Багуэлл, Лэнса отправили играть в аутфилде. Первый хоум-ран, как и второй, состоялся 31 июля 1999 года в игре против «Падрес», закончившейся победой «Хьюстона» со счётом 8-5. В 1999 и 2000 годах, играя в правом или левом аутфилде, часто барражировал между «Хьюстоном» и «Новым Орлеаном», куда его то и дело отправляли.
Первый полноценный сезон Лэнс провёл в 2001 году, играя на любой из позиций аутфилда. В итоге он выбил 34 хоум-рана и сделал 126 RBI, 55 даблов и 5 триплов при проценте отбивания 0,331. В 2001 году он впервые принял участие в Матче Всех Звёзд и финишировал 5-м в голосовании на MVP сезона в Национальной Лиге. 14 июня 2001 года в поединке против «Твинс» он также выбил свой первый грэнд-слэм. Произошло это в седьмом иннинге с подачи Эктора Карраско. Помимо этого, в той игре у него уже имелся двойной хоум-ран, выбитый с подачи Джоэла Мейса. В 2001 году он также дебютировал в постсезоне, но действовал блекло, как и весь «Астрос», проигравший в трёх матчах «Брэйвс».
В 2002 году выбил 42 хоумера и 128 RBI при проценте отбивания 0,292, что позволило ему участвовать в Матче Всех Звёзд второй раз подряд и финишировать уже 3-м в голосовании на MVP сезона в Национальной Лиге. В 2003 и 2004 годах Лэнс сбавил обороты, но не позволял себе опускаться ниже достигнутого уровня. В 2004 году третий раз принял участие в Матче Всех Звёзд, став вторым в Хоум-Ран Дерби, проиграв Мигелю Техаде. В мае 2004, выбив 24 RBI, впервые в карьере был признал лучшим игроком месяца НЛ.
В марте 2005 года Лэнс подписал с «Хьюстоном» шестилетний контракт на 85 млн. долларов.  При этом он уже стал игроком первой базы, после травмы и завершения карьеры Багуэлла. В четвёртой игре Серии Дивизионов Национальной Лиги 2005 года против «Атланты» выбил грэнд-слэм, который позволил немного приблизится к «Храбрецам», счёт стал 6-5 в их пользу. В девятом иннинге хоум-ран Брэда Осмуса продлил игру, которая завершилась лишь в 18 иннинге уолк-оффом Криса Бёрка, принёсшего победу «Астрос». Эта игра стала самой длительной за всю историю постсезона. Тогда «Хьюстон» смог пробиться в Мировую Серию, однако в четырёх играх уступил «Чикаго Уайт Сокс».

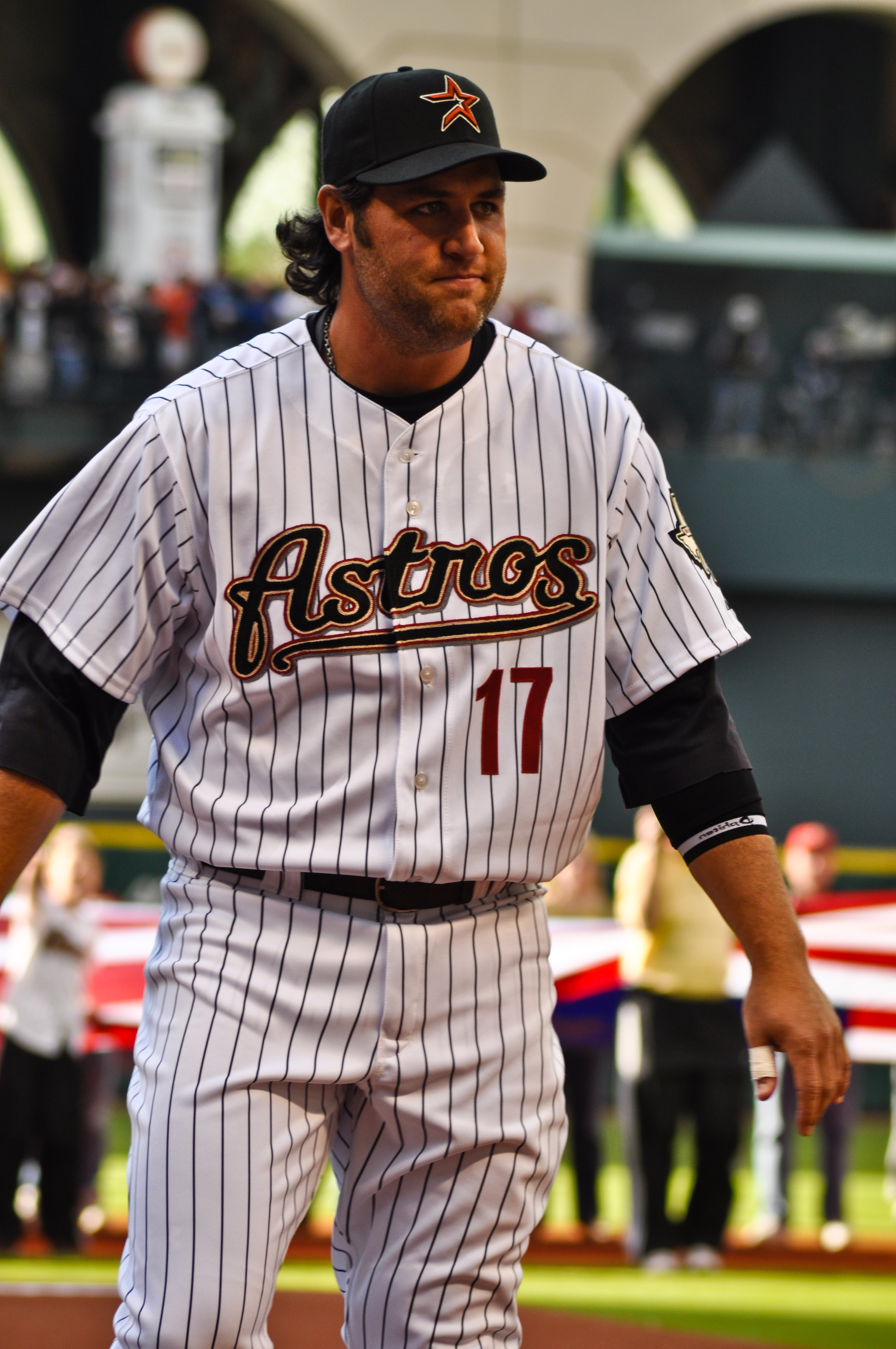
Беркман в «Астрос»

В сезоне 2006 года Лэнс выбил 45 хоум-ранов и 136 RBI. Оба этих достижения остаются лучшими в его карьере, а количество RBI стало рекордом для игроков «Астрос» в одном сезоне.  В том году он снова финишировал третьим в голосовании за MVP сезона, пропустив вперёд Райана Ховарда и Альберта Пухольса.
Сезоны 2007 и 2008 Лэнс провёл на своём уровне, выбивая под тридцать хоумеров и сотню  RBI. В 2008 году Лэнс стал игроком месяца и снова это произошло в мае. Также он дважды подряд завоевал награду лучшего игрока недели. Однако после Матча Всех Звёзд его активность упала, и по итогам сезона он стал пятым в голосовании за MVP сезона, после Альберта Пухольса, Райана Ховарда, Райана Брона и Мэнни Рамиреса. 13 июня 2009 года Лэнс Беркман выбил свой 300 хоум-ран в поединке против «Аризоны».
31 июля 2010 года был обменян в «Нью-Йорк Янкис» за игроков минор-лиг Джимми Паредеса и Марка Меланкона. В «Янкис» у него не задалось, показатели были низкими, вследствие чего «Янкис» не стали подписывать с ним новый контракт, о чём стало известно 27 октября.
Сезон 2011 года начал в составе «Кардиналов», с которыми связался контрактными обязательствами до конца сезона 2012. 5 июля 2011 года выбил свой 350-й хоум-ран, который был самым дальним до удара Бельтрана в 2012 году.  Имел неплохую статистику по сезону, после него назван Вернувшимся игроком года в НЛ. Выиграл вместе с «Сент-Луисом» Мировую Серию.
Сезон 2012 практически полностью пропустил из-за многочисленных травм. Сначала небольшое растяжение икроножной мышцы, затем правое колено, на котором в течение года было проведено две операции. 3 октября 2012 года, в последнем поединке чемпионата против «Цинциннати», вышел единожды на биту, после чего объявил о своём уходе. Стадион приветствовал его стоя, аплодисментами.

## Прозвища
Имеет два прозвища: «Толстый Элвис» и «Большая Пума». Однажды, во время эфира одной из радиопрограмм Хьюстона, Лэнс заявил, что «больше похож на пуму, поэтому не может понять, почему люди называют его толстый Элвис». Его фраза была подхвачена болельщиками, которые назвали его Большой Пумой, что сильно распространилось и надолго закрепилось за ним.

## Семья
Живёт в Хьюстоне вместе с женой Карой и четырьмя дочерьми.